# HD 16350
HD 16350，又名BD+37 591，SAO 55735、HR 769，是一颗恒星，视星等为6.3，位于銀經145.1，銀緯-20.13，其B1900.0坐标为赤經2h 32m 15.3s，赤緯+37° -20.13′ 20″。